# Hemiceras congrua
Hemiceras congrua är en fjärilsart som beskrevs av Paul Dognin 1923. Hemiceras congrua ingår i släktet Hemiceras och familjen tandspinnare. Inga underarter finns listade i Catalogue of Life.